# ملقا

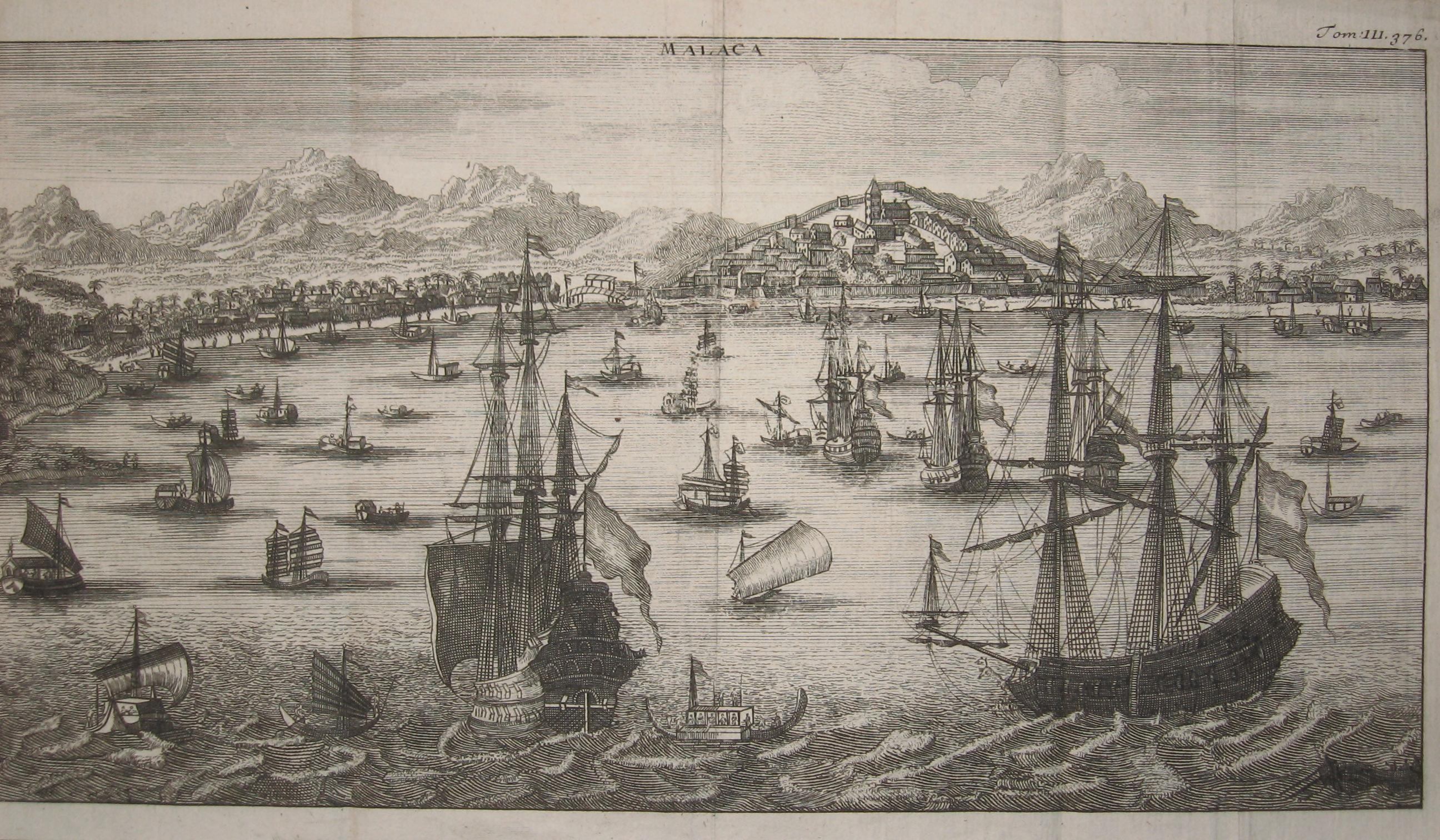
رسم للسفن الهولندية في ملقا

ملقا هي ثالث أصغر أقاليم ماليزيا بعد بولاو بينانج وبيرليس وتقع في الجهة الجنوبية من شبه جزيرة ملايو، وتطل على مضيق ملقا. يحدها من الشمال أقليم نكري سمبيلن دار الخصوص ومن الجنوب أقليم جوهر دار التعظيم.
وتعتبر مدينة ملقا هي عاصمة الأقليم، وللمدينة قيمة تاريخية حيث أدرجت في ضمن قائمة اليونيسكو للتراث العالمي منذ 7 يوليو 2008. في 20 أكتوبر 2010، تم عقد حدث لإعلان أن ملقا قد حققت معيار «الدولة المتقدمة» كما حددته منظمة التعاون الاقتصادي والتنمية وتم إصدار إعلان "Melaka Maju 2010".
 تتمتع الولاية بسكان متعلمين نسبياً، حيث يبلغ معدل معرفة القراءة والكتابة لدى الشباب 99.5٪ كما جاء في تقرير الأهداف الإنمائية للألفية لعام 2015. في عام 2016، أصبحت ملقا المكان الأكثر أمانًا للعيش في ماليزيا.
 انخفضت معدلات جرائم الدولة بنسبة 15.5 في المائة في عام 2017 حيث سجلت 3,096 حالة مقارنة بـ 3663 حالة في عام 2016.
 أفاد تقرير الدولة الاقتصادي الاجتماعي لعام 2017 الصادر في 26 يوليو 2018 أن ملقا كانت الولاية التي سجلت أدنى معدل بطالة في عام 2017 بنسبة 1.0 في المائة فقط. في السنوات الأخيرة، تلقت ملقا العديد من الجوائز الدولية. وقد أدرجت المدينة العديد من المنشورات، بما في ذلك Forbes و Lonely Planet ، كواحدة من أفضل وجهات السفر في آسيا والعالم.
 ملقا المدرجة كواحدة من أفضل 10 وجهات في ماليزيا عن طريق Tripadvisor.
 لقد اعترفت Waze App بملقا بجائزة «أفضل مدينة تستحق القيادة». على الصعيد العالمي، تحتل المدينة التاريخية مرتبة أعلى من غيرها من المترو الرئيسية مثل سيدني ولشبونة وبرشلونة.
 كما تم الاعتراف بالمدينة من قبل HuffPost في 15 من أفضل مدن الفن في الشوارع.
 بالإضافة إلى ذلك، وضعت مجلة تايم ملقا كأحد أفضل الأماكن للعيش والتقاعد.

## تعداد السكان
يبلغ عدد سكان ملقا 922200 وفقا لإحصائيات 2018

- بوميبوتيرا (الملايو والشعوب الأصلية الأخرى في ماليزيا): 601.700 أو 65.2٪
- الصينية: 216,900 أو 23,5٪
- الهندي: 51.100 أو 5.5٪
- أخرى: 4,800 أو 0.5٪
- غير الماليزيين: 47.700 أو 5.1٪

## المواقع ذات المناظر الطبيعية

### حديقة الطبيعة
- نهر ملقا
- جبل ليدانغ
- شاطئ كليبانغ
- شاطئ بينغ كالان بالاك
- متنزه جونكر ووك وورلد للتراث

### نقاط الاهتمام والجذب
- هسكيتوري
- ريفر ووك
- قرية مورتن
- كنيسة سانت بول هيل
- شارع جونكر
- ملاكا الحي الصيني
- الساحة الحمراء (ساحة هولندا)
- محطة اللحمة
- إنكور ملقا
- سكايديك حطين مدينة مالقا
- قرية شتيتي
- معرض كاسابابا
- كنيسة سيدة غوادالوبي
- 8 مركز هيرين ستريت للتراث
- بيت المدينة
- برج ترويض ساري
- قصر السلطان، ملقا
- نافورة الملكة فيكتوريا
- الصين هيل
- مزرعة الفاكهة الاستوائية مالقا

### متحف
- متحف الأب والسيدة للتراث
- متحف ملقا التاريخي والإثنوغرافي
- متحف العرف والتقاليد
- مؤسسة متحف ملقا
- متحف مجوهرات مضيق الصين ملقا
- فيلا سينتوسا (المتحف الماليزي الحي)
- متحف سلطرل تشنغ هو
- ملقا متحف الرئيسية
- قاعة الاستقلال
- متحف الغواصة
- متحف ماليزيا للهندسة المعمارية
- المتحف الجمركي الملكي الماليزي
- الوهم 3D معرض الفنون
- متحف الحاكم
- متحف سجن ماليزيا
- متحف الحكومة الديمقراطية
- متحف الجمال
- متحف حديقة الترفيه
- متحف الفن السحري

### المواقع الدينية
- مسجد مضيق ملقا
- تشنغ هون تنغ معبد
- كنيسة القديس بطرس
- كنيسية مسيحية
- جامع قرية كلينغ
- كنيسة القديس فرنسيس كزافييه
- معبد سري باياتا فيناياغار مورثي
- جامع قرية هولو
- معبد شيانغ لين سي
- مسجد ملقا الصيني